# V397 Большого Пса
V397 Большого Пса (лат. V397 Canis Majoris) — двойная затменная переменная звезда типа Алголя (EA) в созвездии Большого Пса на расстоянии приблизительно 3160 световых лет (около 969 парсеков) от Солнца. Видимая звёздная величина звезды — от +11,6m до +11,13m. Орбитальный период — около 2,5315 суток.